# Wess & Dori Ghezzi (album)
Wess & Dori Ghezzi è il primo album del duo omonimo, pubblicato dall'etichetta Durium nel 1973.
L'album, prodotto da Felice Piccarreda, contiene i brani Voglio stare con te (già presente nell'album Vehicle, l'ultimo di Wess & The Airedales, pubblicato nell'anno precedente), Tu nella mia vita e Noi due per sempre, usciti come singoli.

## Tracce

### Lato A
1. Noi due per sempre (Lubiak-O.Cavallaro)
2. Coccodrillo (Sugar Me) (Daunia-B.Green-Lynsey de Paul (L.De Paul))
3. Finalmente soli (C. Minellono)
4. Tu nella mia vita (Lubiak-Arfemo)
5. ...Ma non ti amo (Lubiak-E.Johnson)

### Lato B
1. Se mi vuoi ancora bene (Lubiak-P.Molinello-L.Cannizzaro-P.Darini)
2. Devo averti (All I Ever Need Is You) (Lubiak-J.Holiday-E.Reeves)
3. Non piove mai in California (It Never Rains in Southern California) (Zodiaco-A.Hammond-M.Hazelwood)
4. Voglio stare con te (United We Stand) (L.Albertelli-Hiller-Simon)
5. Texas (P.Limiti-N.Massara)
6. Sentimento, sentimento (C.Minellono-C.Malgioglio-M.Cultraro)

## Crediti
- Produzione Fowlkes-Johnson
- Registrato negli studi di registrazione Durium e Fonorama
- ms Al 77330 - D.St. 051164